# Paul-Léon Dubé
Pour les articles homonymes, voir Dubé.
Paul-Léon Dubé, né le 27 avril 1892 à Saint-Denis-sur-Richelieu et mort le 6 juin 1969 à Edmundston, est un ingénieur mécanicien de locomotive et homme politique canadien.

## Biographie
Paul-Léon Dubé est né le 27 avril 1892 à Saint-Denis-sur-Richelieu, au Québec. Son père est Georges Dubé. Il étudie à l'école secondaire de Lowell, au Massachusetts. Il épouse Lumina Lavoie le 25 septembre 1917 et le couple a huit enfants.
Il est député de Restigouche-Madawaska à la Chambre des communes du Canada de 1949 à 1953 en tant que libéral. Il est aussi commissaire d'école et président de la commission scolaire.
Paul-Léon Dubé meurt à Edmundston au Nouveau-Brunswick le 6 juin 1969 à l'âge de 77 ans.